# 四分
四分（しぶん）とは、唯識の中でも法相宗が伝えている学説で説かれたもので、元来、前三分であったものに護法が「証自証分」を付け加えて四分としたものである。心（しん）と心所（しんじょ）に四つの局面があることを説明している。
- 相分（そうぶん） - 客観的側面
- 見分（けんぶん） - 主観的側面
- 自証分（じしょうぶん） - 自らが対象を認識していることを自覚する側面
- 証自証分（しょうじしょうぶん） - 自証分のはたらきを、さらに自覚する側面

四分と申し候は相分・見分・自証分・証自証分也。眼識にもこの四分あり、五十一の心所にもこの如し。〔唯識大意〕